# Osečnice
Osečnice település Csehországban, Rychnov nad Kněžnou-i járásban. Osečnice Deštné v Orlických horách, Skuhrov nad Bělou, Liberk és Dobré településekkel határos. Lakosainak száma 296 fő (2024. január 1.).

## Népesség
A település lakosságának változását az alábbi diagram mutatja:
| Lakosok száma | 811  | 695  | 582  | 384  | 321  | 279  | 282  | 288  | 293  | 296  |
|               | 1869 | 1890 | 1921 | 1950 | 1980 | 2001 | 2017 | 2019 | 2022 | 2024 |